# نبرد تونس
نبرد تونس نبردی است در جنگ جهانی دوم که با ورود آبی- خاکی متفقین به حوالی اسفاکس در شرق تونس و همچنین با حمله به مواضع آلمانی‌ها در گافسا در غرب مرکز تونس آغاز شد. در ۴ فوریه ۱۹۴۳، ارتش هشتم بریتانیا از مرز لیبی گذشت و وارد تونس شد.
ژنرال آلمانی، اروین رومل که از سوی نیروهای مشترک‌المنافع بریتانیا و ایالات متحده تحت فشار بود و ارتباطش نیز با پایگاه‌های تدارکاتی خود قطع شده بود، سعی داشت با عملیات تدافعی مانع پیشرفت متفقین شود.
در ۱۸ فوریه، نیروهای آلمانی و ایتالیایی توانستند سپاه دوم ایالات متحده را در گذرگاه کاسرین شکست دهند، اما نیروهای محور از نظر تعداد و تجهیزات بسیار کمتر بودند. متفقین آهسته اما پیوسته پیشروی کردند و نیروهای محور را در امتداد مرکزی شمال سواحل تونس محاصره کنند.
در ۷ ماه مه ۱۹۴۳، لشکر هفتم زرهی بریتانیا، شهر تونس -پایتخت کشور تونس- را محاصره کرد و سپاه دوم ارتش ایالات متحده، شهر بیزرت را که آخرین بندرگاه تحت اشغال محور بود تصرف کرد. شش روز بعد، در ۱۳ ماه مه ۱۹۴۳، نیروهای محور در آفریقای شمالی پس از تحمل ۴۰۰۰۰ تلفات- آن هم فقط در تونس - تسلیم شدند؛ ۲۶۷هزار سرباز آلمانی و ایتالیایی هم به اسارت درآمدند.